# Monstera
Monstera é um género de plantas com flor pertencente à família Araceae.

## Descrição
Monstera é um género com cerca de 60 espécies descritas, originário do México e América tropical.

## Etimologia
O género foi nomeado com a palavra em latim para "monstruosa", devido ao formato pouco usual das suas folhas.

## Sinónimos
- Tornelia Gut. ex Schott (1858)
- Serangium Wood ex Salisb. (1866)[3]

## Espécies

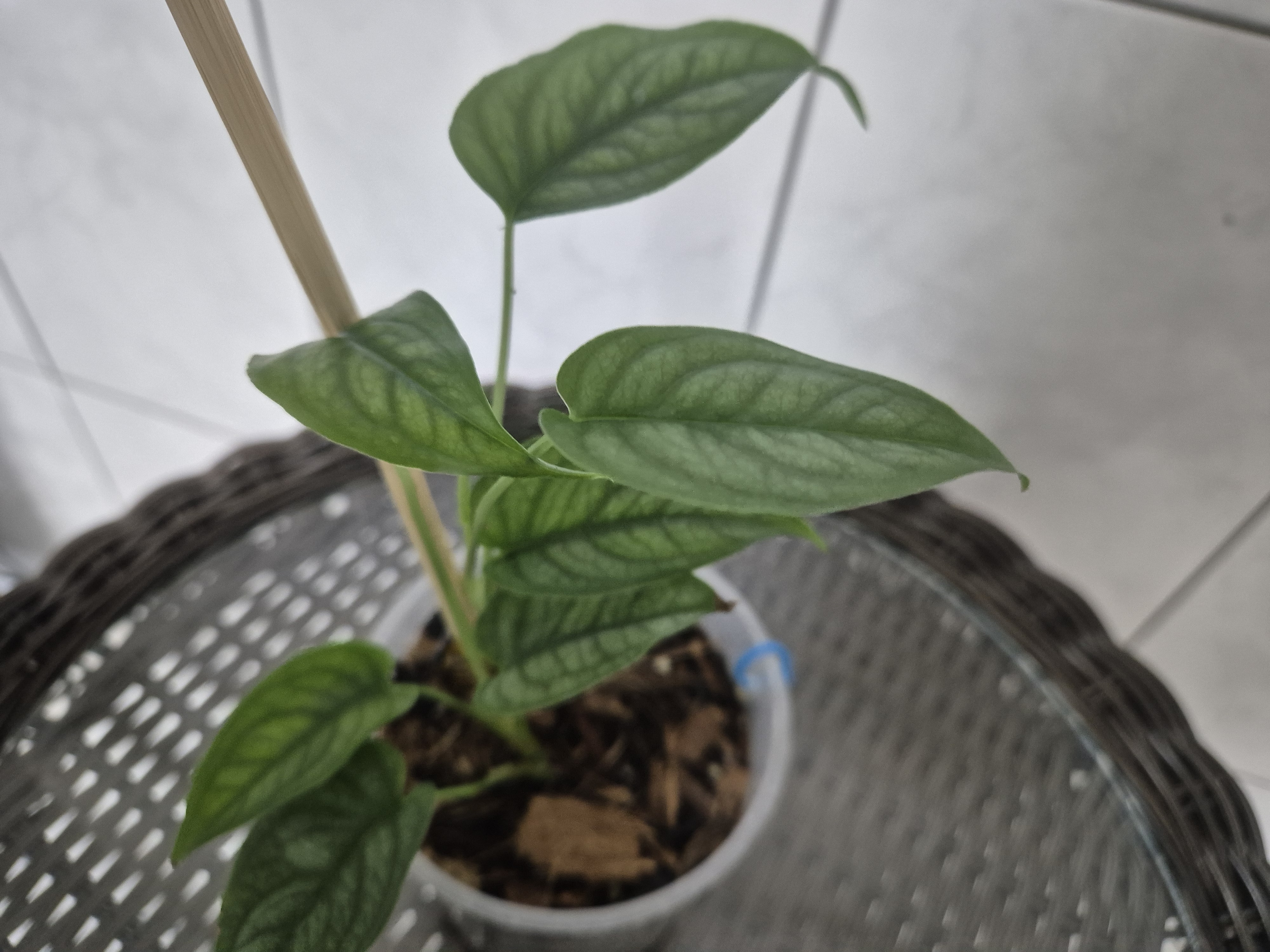
Muda jovem de Monstera siltepecana, cultivada em vaso.

- Monstera acacoyaguensis
- Monstera acuminata
- Monstera adansonii
- Monstera alticola
- Monstera amargalensis
- Monstera aureopinnata
- Monstera barrieri
- Monstera bocatorana
- Monstera boliviana
- Monstera buseyi
- Monstera cenepensis
- Monstera chamensis
- Monstera churchilliana
- Monstera coclensis
- Monstera coloradensis
- Monstera costaricensis
- Monstera cotobrusense
- Monstera deliciosa
- Monstera dissecta
- Monstera diversifolia
- Monstera dubia
- Monstera dwyeri
- Monstera egregia
- Monstera epipremnoides
- Monstera filamentosa
- Monstera florescanoana
- Monstera fortunense
- Monstera glaucescens
- Monstera gracilis
- Monstera grayumii
- Monstera guatemalensis
- Monstera hammelii
- Monstera involuta
- Monstera jefense
- Monstera kessleri
- Monstera latevaginata
- Monstera lechleriana
- Monstera lentii
- Monstera linifera
- Monstera luteynii
- Monstera maderaverde
- Monstera mansellii
- Monstera marginalis
- Monstera membranacea
- Monstera mendietae
- Monstera minima
- Monstera molinae
- Monstera obliqua
- Monstera oreophila
- Monstera pichinchensis
- Monstera pinnatipartita
- Monstera pirrense
- Monstera pittieri
- Monstera planadensis
- Monstera praetermissa
- Monstera punctulata
- Monstera puntarenense
- Monstera siltepecana
- Monstera skutchii
- Monstera spruceana
- Monstera standleyana
- Monstera subpinnata
- Monstera talamancaense
- Monstera tenuis
- Monstera trijuga
- Monstera tuberculata
- Monstera vasquezii
- Monstera xanthospatha
- Monstera zhuii